# Hamry, Chrudim
Hamry là một làng thuộc huyện Chrudim, vùng Pardubický, Cộng hòa Séc.